# Copa da Ásia de 2011
A Copa da Ásia de 2011 foi a 15ª edição da competição organizada pela Confederação Asiática de Futebol (AFC), realizada em janeiro, no Qatar. Foi a segunda vez que este país sediou o evento, a primeira vez desde 1988.
Pela quarta vez na história da competição o título foi conquistado pelo Japão, ao superar a Austrália na final por 1 a 0, após a prorrogação. Pelo título, o Japão garantiu uma vaga na Copa das Confederações de 2013.

## Propostas de organização
Os países que apresentaram interesse em organizar a prova foram o Qatar, a Índia e o Irão.
A Índia porém retirou o seu interesse em acolher o evento, o Irão não apresentou a documentação necessária a tempo, deixando o Qatar como o único país a ter lançado oficialmente a proposta correcta e atempadamente.
A Austrália chegou a ponderar uma candidatura.
A nação anfitriã foi anunciada a 29 de Julho de 2007, durante a Copa da Ásia de 2007, em Jacarta, na Indonésia. Devido aos regulamentos da FIFA, afirmando que os eventos de confederações só podem ser acolhidos em Janeiro ou Julho, e em Julho é pico do verão no Médio Oriente, foi também anunciado que o torneio seria realizado em Janeiro de 2011.

## Eliminatórias

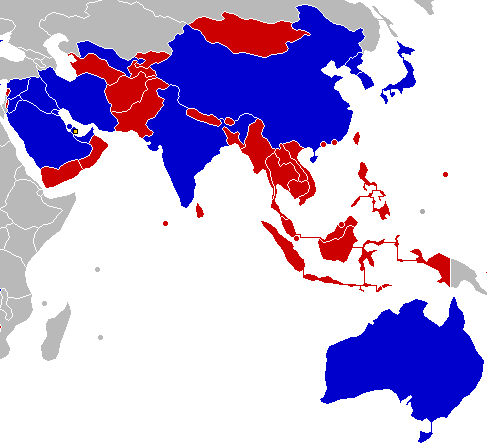
Nação classificada para a Copa da Ásia
Nação que não obteve classficação

As selecções que terminaram em primeiro (Iraque), segundo (Arábia Saudita) e terceiro lugar (Coreia do Sul) na Copa da Ásia de 2007, bem como a nação anfitriã (Qatar) para a competição receberam qualificação automática para a fase final. Os vencedores da Challenge Cup de 2008 e  2010 também se qualificaram automaticamente. Caso o campeão de 2008 e 2010 fosse a mesma selecção ficaria qualificada a segundo classificada na Challenge Cup 2010.

### Selecções qualificadas
| País                   | Obtenção da qualificação             | Presenças anteriores                                                  |
| ---------------------- | ------------------------------------ | --------------------------------------------------------------------- |
| Catar                  | Anfitrião                            | 7 (1980, 1984, 1988, 1992, 2000, 2004, 2007)                          |
| Iraque                 | Campeão da Copa da Ásia de 2007      | 6 (1972, 1976, 1996, 2000, 2004, 2007)                                |
| Arábia Saudita         | Vice-campeão da Copa da Ásia de 2007 | 7 (1984, 1988, 1992, 1996, 2000, 2004, 2007)                          |
| Coreia do Sul          | 3º lugar da Copa da Ásia de 2007     | 11 (1956, 1960, 1964, 1972, 1980, 1984, 1988, 1996, 2000, 2004, 2007) |
| Índia                  | Campeão da Challenge Cup de 2008     | 2 (1964, 1984)                                                        |
| Uzbequistão            | Apurado do Grupo C de qualificação   | 4 (1996, 2000, 2004, 2007)                                            |
| Síria                  | Vencedor do Grupo D de qualificação  | 4 (1980, 1984, 1988, 1996)                                            |
| Irã                    | Vencedor do Grupo E de qualificação  | 11 (1968, 1972, 1976, 1980, 1984, 1988, 1992, 1996, 2000, 2004, 2007) |
| China                  | Apurado do Grupo D de qualificação   | 9 (1976, 1980, 1984, 1988, 1992, 1996, 2000, 2004, 2007)              |
| Japão                  | Vencedor do Grupo A de qualificação  | 6 (1988, 1992, 1996, 2000, 2004, 2007)                                |
| Bahrein                | Apurado do Grupo A de qualificação   | 3 (1988, 2004, 2007)                                                  |
| Emirados Árabes Unidos | Vencedor do Grupo C de qualificação  | 7 (1980, 1984, 1988, 1992, 1996, 2004, 2007)                          |
| Coreia do Norte        | Campeão da Challenge Cup de 2010     | 2 (1980, 1992)                                                        |
| Austrália              | Vencedor do Grupo B de qualificação  | 1 (2007)                                                              |
| Kuwait                 | Apurado do Grupo B de qualificação   | 8 (1972, 1976, 1980, 1984, 1988, 1996, 2000, 2004)                    |
| Jordânia               | Apurado do Grupo E de qualificação   | 1 (2004)                                                              |

## Estádios e cidades

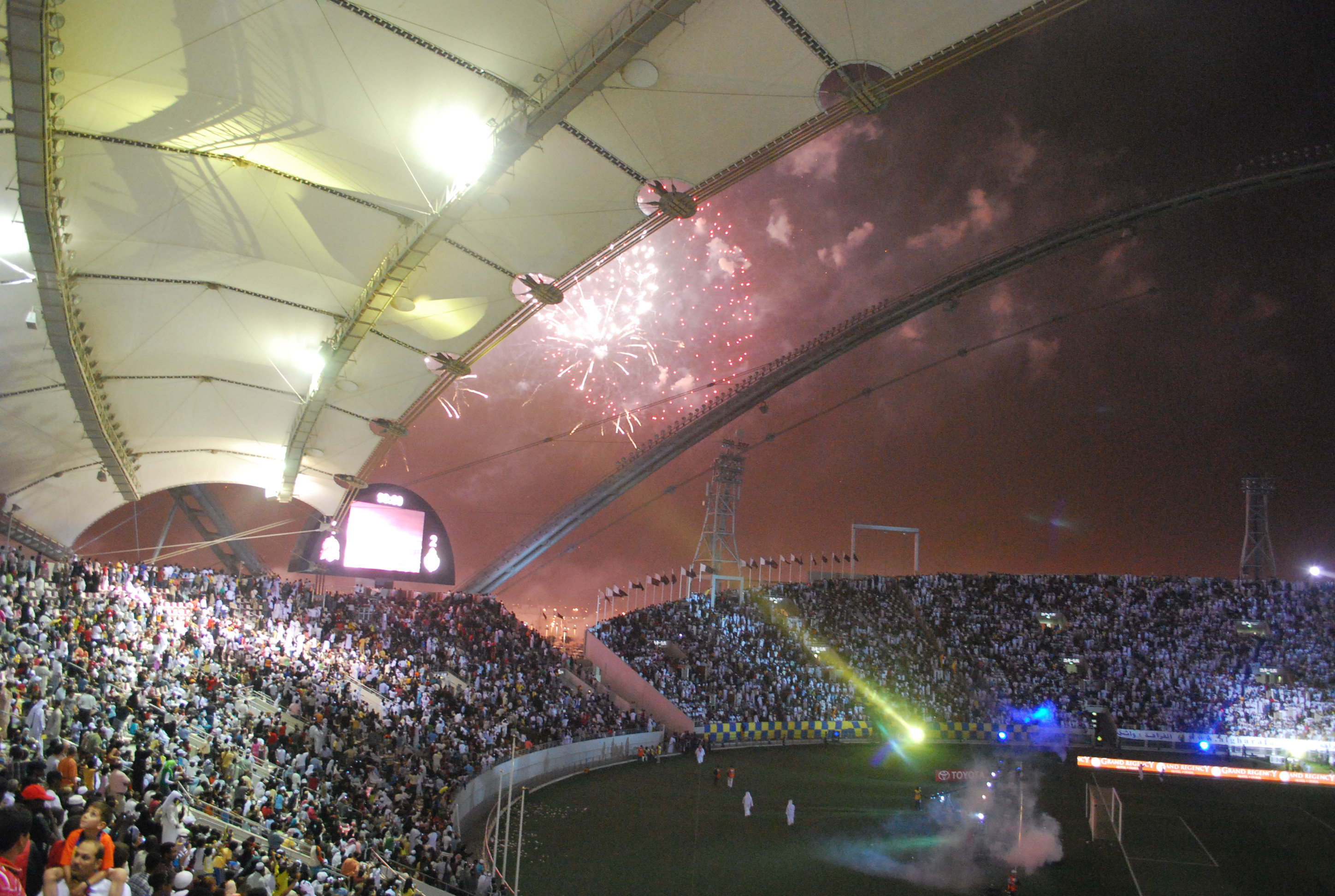
Estádio Internacional Khalifa recebeu a final da Copa da Ásia em 2011.

Os membros do Comité Organizador do torneio acordaram na utilização de cinco estádios.
| Cidade    | Estádio                       | Capacidade |
| --------- | ----------------------------- | ---------- |
| Doha      | Estádio Internacional Khalifa | 50 000     |
| Al Rayyan | Estádio Al-Gharafa            | 25 000     |
| Al Rayyan | Estádio Ahmed bin Ali         | 25 000     |
| Doha      | Estádio Qatar SC              | 20 000     |
| Doha      | Estádio Jassim Bin Hamad      | 17 000     |

## Sorteio
O sorteio para a Copa da Ásia de 2011 foi realizado em 23 de Abril de 2010 em Doha. A distribuição por potes se deu da seguinte maneira:
| Pote 1                                    | Pote 2                          | Pote 3                                        | Pote 4                             |
| ----------------------------------------- | ------------------------------- | --------------------------------------------- | ---------------------------------- |
| Catar Iraque Arábia Saudita Coreia do Sul | Japão Austrália Irã Uzbequistão | China Emirados Árabes Unidos Bahrein Jordânia | Síria Kuwait Índia Coreia do Norte |

## Arbitragem
A AFC selecionou doze árbitros e vinte e quatro assistentes para o torneio.
| Árbitros                   | Assistentes                                |
| -------------------------- | ------------------------------------------ |
| AUS Benjamin Williams      | AUS Benjamin Wilson AUS Hakan Anaz         |
| JPN Yuichi Nishimura       | JPN Toru Sagara JPN Toshiyuki Nagi         |
| KOR Kim Dong-Jin           | KOR Jeong Hae-Sang KOR Jang Jun-Mo         |
| MAS Subkhiddin Mohd Salleh | CHN Mu Yuxin MAS Mohd Sabri Bin Mat Daud   |
| OMA Abdullah Al Hilali     | KGZ Bakhadyr Kochkarov OMA Hamed Al Mayahi |
| QAT Abdulrahman Mohammed   | QAT Mohammad Dharman QAT Hassan Al Thawadi |

| Árbitros             | Assistentes                                     |
| -------------------- | ----------------------------------------------- |
| KSA Khalil Al Ghamdi | IRN Hassan Kamranifar IRN Reza Sokhandan        |
| SIN Abdul Malik      | SIN Jeffrey Goh SIN Haja Maidin                 |
| BHR Nawaf Shukralla  | BHR Khaled Al Allan SYR Mohammed Jawdat Nehlawi |
| UAE Ali Al Badwawi   | UAE Saleh Al Marzouqi KUW Yaser Marad           |
| UZB Ravshan Irmatov  | UZB Abdukhamidullo Rasulov UZB Rafael Ilyasov   |
| ALG Mohamed Benouza  | ALG Mohamed Meknous ALG Abdelhak Etchiali       |

## Fase de grupos
|  | Equipes classificadas às quartas-de-final |
|  | Equipes eliminadas                        |

Todas as partidas seguem o fuso horário do Qatar (UTC+3).

### Grupo A
| Seleção     | P | J | V | E | D | GP | GC | SG |
| ----------- | - | - | - | - | - | -- | -- | -- |
| Uzbequistão | 7 | 3 | 2 | 1 | 0 | 6  | 3  | +3 |
| Catar       | 6 | 3 | 2 | 0 | 1 | 5  | 2  | +3 |
| China       | 4 | 3 | 1 | 1 | 1 | 4  | 4  | 0  |
| Kuwait      | 0 | 3 | 0 | 0 | 3 | 1  | 7  | -6 |

| 7 de Janeiro | Catar | 0 – 2     | Uzbequistão                | Estádio Internacional Khalifa, Doha           |
| 19:15        |       | Relatório | Ahmedov 59' · Djeparov 77' | Público: 37 143 Árbitro: JPN Yuichi Nishimura |

| 8 de Janeiro | Kuwait | 0 – 2     | China                                  | Estádio Al-Gharafa, Doha                      |
| 16:15        |        | Relatório | Zhang Linpeng 58' · Deng Zhuoxiang 67' | Público: 7 423 Árbitro: AUS Benjamin Williams |

| 12 de Janeiro | Uzbequistão                  | 2 – 1     | Kuwait             | Estádio Al-Gharafa, Doha                    |
| 16:15         | Shatskikh 41' · Djeparov 65' | Relatório | Al-Mutwa 50' (pen) | Público: 3 481 Árbitro: BHR Nawaf Shukralla |

| 12 de Janeiro | China | 0 – 2     | Catar            | Estádio Internacional Khalifa, Doha       |
| 19:15         |       | Relatório | Ahmed 27', 45+2' | Público: 30 778 Árbitro: KOR Kim Dong-Jin |

| 16 de Janeiro | Catar                                       | 3 – 0     | Kuwait | Estádio Internacional Khalifa, Doha      |
| 19:15         | Mohammed 12' · El Sayed 16' · Montezine 86' | Relatório |        | Público: 28 339 Árbitro: SIN Abdul Malik |

| 16 de Janeiro | China                      | 2 – 2     | Uzbequistão                | Estádio Al-Gharafa, Doha                       |
| 19:15         | Yu Hai 6' · Hao Junmin 56' | Relatório | Ahmedov 30' · Geynrikh 46' | Público: 3 529 Árbitro: OMA Abdullah Al Hilali |

### Grupo B
| Seleção        | P | J | V | E | D | GP | GC | SG |
| -------------- | - | - | - | - | - | -- | -- | -- |
| Japão          | 7 | 3 | 2 | 1 | 0 | 8  | 2  | +6 |
| Jordânia       | 7 | 3 | 2 | 1 | 0 | 4  | 2  | +2 |
| Síria          | 3 | 3 | 1 | 0 | 2 | 4  | 5  | -1 |
| Arábia Saudita | 0 | 3 | 0 | 0 | 3 | 1  | 8  | -7 |

| 9 de Janeiro | Japão         | 1 – 1     | Jordânia         | Estádio Qatar SC, Doha                  |
| 16:15        | Yoshida 90+2' | Relatório | Abdel Fattah 45' | Público: 6 255 Árbitro: SIN Abdul Malik |

| 9 de Janeiro | Arábia Saudita | 1 – 2     | Síria                  | Estádio Ahmed bin Ali, Al Rayyan          |
| 19:15        | Al-Jassim 60'  | Relatório | A. Al Hussain 38', 63' | Público: 15 768 Árbitro: KOR Kim Dong-Jin |

| 13 de Janeiro | Jordânia         | 1 – 0     | Arábia Saudita | Estádio Ahmed bin Ali, Al Rayyan            |
| 16:15         | Abdul-Rahman 42' | Relatório |                | Público: 17 349 Árbitro: UAE Ali Al Badwawi |

| 13 de Janeiro | Síria               | 1 – 2     | Japão                        | Estádio Qatar SC, Doha                    |
| 19:15         | Al Khatib 76' (pen) | Relatório | Hasebe 35' · Honda 82' (pen) | Público: 10 453 Árbitro: IRN Mohsen Torky |

| 17 de Janeiro | Arábia Saudita | 0 – 5     | Japão                                 | Estádio Ahmed bin Ali, Al Rayyan            |
| 16:15         |                | Relatório | Okazaki 8', 13', 80' · Maeda 19', 51' | Público: 2 022 Árbitro: UZB Ravshan Irmatov |

| 17 de Janeiro | Jordânia                       | 2 – 1     | Síria       | Estádio Qatar SC, Doha                           |
| 16:15         | Diab 30' (g.c.) · Al-Saify 59' | Relatório | Al Zeno 15' | Público: 9 849 Árbitro: QAT Abdulrahman Mohammed |

### Grupo C
| Seleção       | P | J | V | E | D | GP | GC | SG  |
| ------------- | - | - | - | - | - | -- | -- | --- |
| Austrália     | 7 | 3 | 2 | 1 | 0 | 6  | 1  | +5  |
| Coreia do Sul | 7 | 3 | 2 | 1 | 0 | 7  | 3  | +4  |
| Bahrein       | 3 | 3 | 1 | 0 | 2 | 6  | 5  | +1  |
| Índia         | 0 | 3 | 0 | 0 | 3 | 3  | 13 | -10 |

| 10 de Janeiro | Índia | 0 – 4     | Austrália                                   | Estádio Jassim Bin Hamad, Doha             |
| 16:15         |       | Relatório | Cahill 12', 65' · Kewell 25' · Holman 45+2' | Público: 9 783 Árbitro: UAE Ali Al Badwawi |

| 10 de Janeiro | Coreia do Sul         | 2 – 1     | Bahrein         | Estádio Al-Gharafa, Doha                       |
| 19:15         | Koo Ja-Cheol 40', 52' | Relatório | Aaish 86' (pen) | Público: 6 669 Árbitro: OMA Abdullah Al Hilali |

| 14 de Janeiro | Austrália   | 1 – 1     | Coreia do Sul    | Estádio Al-Gharafa, Doha                          |
| 16:15         | Jedinak 62' | Relatório | Koo Ja-Cheol 24' | Público: 15 526 Árbitro: QAT Abdulrahman Mohammed |

| 14 de Janeiro | Bahrein                                        | 5 – 2     | Índia                        | Estádio Jassim Bin Hamad, Doha                      |
| 19:15         | Aaish 8' (pen) · Abdullatif 16', 20', 35', 77' | Relatório | Gouramangi 10' · Chhetri 53' | Público: 11 032 Árbitro: MAS Subkhiddin Mohd Salleh |

| 18 de Janeiro | Coreia do Sul                                             | 4 – 1     | Índia             | Estádio Al-Gharafa, Doha                      |
| 16:15         | Ji Dong-Won 6', 23' · Koo Ja-Cheol 9' · Son Heung-Min 81' | Relatório | Chhetri 12' (pen) | Público: 11 366 Árbitro: KSA Khalil Al Ghamdi |

| 18 de Janeiro | Austrália   | 1 – 0     | Bahrein | Estádio Jassim Bin Hamad, Doha               |
| 16:15         | Jedinak 37' | Relatório |         | Público: 3 919 Árbitro: JPN Yuichi Nishimura |

### Grupo D
| Seleção                | P | J | V | E | D | GP | GC | SG |
| ---------------------- | - | - | - | - | - | -- | -- | -- |
| Irã                    | 9 | 3 | 3 | 0 | 0 | 6  | 1  | +5 |
| Iraque                 | 6 | 3 | 2 | 0 | 1 | 3  | 2  | +1 |
| Coreia do Norte        | 1 | 3 | 0 | 1 | 2 | 0  | 2  | -2 |
| Emirados Árabes Unidos | 1 | 3 | 0 | 1 | 2 | 0  | 4  | -4 |

| 11 de Janeiro | Coreia do Norte | 0 – 0     | Emirados Árabes Unidos | Estádio Qatar SC, Doha                             |
| 16:15         |                 | Relatório |                        | Público: 3 639 Árbitro: MAS Subkhiddin Mohd Salleh |

| 11 de Janeiro | Iraque      | 1 – 2     | Irã                     | Estádio Ahmed bin Ali, Al Rayyan             |
| 19:15         | Mahmoud 13' | Relatório | Rezaei 42' · Mobali 84' | Público: 10 478 Árbitro: UZB Ravshan Irmatov |

| 15 de Janeiro | Irã            | 1 – 0     | Coreia do Norte | Estádio Qatar SC, Doha                      |
| 16:15         | Ansarifard 63' | Relatório |                 | Público: 6 448 Árbitro: BHR Nawaf Shukralla |

| 15 de Janeiro | Emirados Árabes Unidos | 0 – 1     | Iraque             | Estádio Ahmed bin Ali, Al Rayyan             |
| 19:15         |                        | Relatório | Abbas 90+3' (g.c.) | Público: 7 233 Árbitro: JPN Yuichi Nishimura |

| 19 de Janeiro | Iraque     | 1 – 0     | Coreia do Norte | Estádio Ahmed bin Ali, Al Rayyan                   |
| 19:15         | Jassim 22' | Relatório |                 | Público: 4 111 Árbitro: MAS Subkhiddin Mohd Salleh |

| 19 de Janeiro | Emirados Árabes Unidos | 0 – 3     | Irã                                         | Estádio Qatar SC, Doha                   |
| 19:15         |                        | Relatório | Afshin 67' · Nouri 83' · Abbas 90+3' (g.c.) | Público: 5 012 Árbitro: KOR Kim Dong-Jin |

## Fases finais
|  | Quartas de final     | Quartas de final     |                      |               | Semifinais     | Semifinais     |  |  | Final                | Final |
|  |                      |                      |                      |               |                |                |  |  |                      |       |
|  | 21 de janeiro – Doha |                      |                      |               |                |                |  |  |                      |       |
|  |                      |                      |                      |               |                |                |  |  |                      |       |
|  | Uzbequistão          | 2                    |                      |               |                |                |  |  |                      |       |
|  | Uzbequistão          | 2                    | 25 de janeiro – Doha |               |                |                |  |  |                      |       |
|  | Jordânia             | 1                    |                      |               |                |                |  |  |                      |       |
|  | Jordânia             | 1                    | Uzbequistão          | 0             |                |                |  |  |                      |       |
|  | 22 de janeiro – Doha |                      | Uzbequistão          | 0             |                |                |  |  |                      |       |
|  |                      | Austrália            | 6                    |               |                |                |  |  |                      |       |
|  | Austrália (pro)      | Austrália            | 6                    | 1             |                |                |  |  |                      |       |
|  | Austrália (pro)      |                      | 29 de janeiro – Doha | 1             |                |                |  |  |                      |       |
|  | Iraque               | 0                    |                      |               |                |                |  |  |                      |       |
|  | Iraque               | 0                    | Austrália            | 0             |                |                |  |  |                      |       |
|  | 21 de janeiro – Doha |                      | Austrália            | 0             |                |                |  |  |                      |       |
|  |                      | Japão (pro)          | 1                    |               |                |                |  |  |                      |       |
|  | Japão                | Japão (pro)          | 1                    | 3             |                |                |  |  |                      |       |
|  | Japão                | 25 de janeiro – Doha |                      | 3             |                |                |  |  |                      |       |
|  | Catar                | 2                    |                      |               |                |                |  |  |                      |       |
|  | Catar                | 2                    | Japão (pen)          | 2 (3)         | Terceiro lugar | Terceiro lugar |  |  |                      |       |
|  | 22 de janeiro – Doha |                      | Japão (pen)          | 2 (3)         | Terceiro lugar | Terceiro lugar |  |  |                      |       |
|  |                      | Coreia do Sul        | 2 (0)                |               |                |                |  |  |                      |       |
|  | Irã                  | Coreia do Sul        | 2 (0)                | 0             | Uzbequistão    | 2              |  |  |                      |       |
|  | Irã                  |                      |                      | 0             | Uzbequistão    | 2              |  |  |                      |       |
|  | Coreia do Sul (pro)  | 1                    |                      | Coreia do Sul | 3              |                |  |  |                      |       |
|  | Coreia do Sul (pro)  | 1                    |                      |               | 3              |                |  |  |                      |       |
|  |                      |                      |                      |               |                |                |  |  | 28 de janeiro – Doha |       |
|  |                      |                      |                      |               |                |                |  |  |                      |       |

### Quartos-finais
| 21 de Janeiro | Japão                       | 3 – 2     | Catar                     | Estádio Al-Gharafa, Doha                            |
| 16:25         | Kagawa 29', 71' · Inoha 90' | Relatório | Soria 13' · Montezine 63' | Público: 19 479 Árbitro: MAS Subkhiddin Mohd Salleh |

| 21 de Janeiro | Uzbequistão      | 2 – 1     | Jordânia   | Estádio Internacional Khalifa, Doha      |
| 19:25         | Bakayev 47', 49' | Relatório | Yaseen 58' | Público: 16 073 Árbitro: SIN Abdul Malik |

| 22 de Janeiro | Austrália   | 1 – 0 (pro) | Iraque | Estádio Jassim Bin Hamad, Doha                   |
| 16:25         | Kewell 118' | Relatório   |        | Público: 7 889 Árbitro: QAT Abdulrahman Mohammed |

| 22 de Janeiro | Irã | 0 – 1 (pro) | Coreia do Sul       | Estádio Qatar SC, Doha                      |
| 19:25         |     | Relatório   | Yoon Bit-Garam 105' | Público: 7 111 Árbitro: UZB Ravshan Irmatov |

### Semifinais
| 25 de Janeiro | Japão                   | 2 – 2 (pro) | Coreia do Sul                                | Estádio Al-Gharafa, Doha                      |
| 16:25         | Maeda 36' · Hosogai 97' | Relatório   | Ki Sung-Yueng 23' (pen) · Hwang Jae-Won 120' | Público: 16 171 Árbitro: KSA Khalil Al Ghamdi |

|                                 |       | Penalidades                             |  |
| K. Honda Okazaki Nagatomo Konno | 3 – 0 | Koo Ja-Cheol Lee Yong-Rae Hong Jeong-Ho |  |

| 25 de Janeiro | Uzbequistão | 0 – 6     | Austrália                                                                      | Estádio Internacional Khalifa, Doha         |
| 19:25         |             | Relatório | Kewell 5' · Ognenovski 35' · Carney 65' · Emerton 73' · Valeri 82' · Kruse 83' | Público: 24 826 Árbitro: UAE Ali Al Badwawi |

### Terceiro lugar
| 28 de Janeiro | Uzbequistão             | 2 – 3     | Coreia do Sul                           | Estádio Jassim Bin Hamad, Doha          |
| 18:00         | Geynrikh 45' (pen), 53' | Relatório | Koo Ja-Cheol 18' · Ji Dong-Won 28', 39' | Público: 8 199 Árbitro: SIN Abdul Malik |

### Final
| 29 de Janeiro | Austrália | 0 – 1 (pro) | Japão    | Estádio Internacional Khalifa, Doha          |
| 18:00         |           | Relatório   | Lee 109' | Público: 37 174 Árbitro: UZB Ravshan Irmatov |

## Premiações
| Copa da Ásia de 2011      |
| Japão                     |
| ------------------------- |
| JAPÃO Campeão (4º título) |

### Individuais
| Artilheiro       | MVP               | Fair Play     |
| ---------------- | ----------------- | ------------- |
| KOR Koo Ja-Cheol | JPN Keisuke Honda | Coreia do Sul |

## Artilharia
| 5 gols (1) - KOR Koo Ja-Cheol 4 gols (2) - BHR Ismaeel Abdullatif - KOR Ji Dong-Won 3 gols (4) - AUS Harry Kewell - JPN Ryoichi Maeda - JPN Shinji Okazaki - UZB Alexander Geynrikh 2 gols (11) - AUS Mile Jedinak - AUS Tim Cahill - BHR Faouzi Mubarak Aaish - IND Sunil Chhetri - JPN Shinji Kagawa - QAT Fábio César Montezine - QAT Yusef Ahmed - SYR Abdelrazaq Al Hussain - UZB Odil Ahmedov - UZB Server Djeparov - UZB Ulugbek Bakayev | 1 gol (40) - AUS Brett Emerton - AUS Brett Holman - AUS Carl Valeri - AUS David Carney - AUS Robbie Kruse - AUS Saša Ognenovski - CHN Deng Zhuoxiang - CHN Hao Junmin - CHN Yu Hai - CHN Zhang Linpeng - IND Gouramangi Singh - IRN Arash Afshin - IRN Gholamreza Rezaei - IRN Iman Mobali - IRN Karim Ansarifard - IRN Mohammad Nouri - IRQ Karrar Jassim - IRQ Younis Mahmoud - JOR Baha'a Abdul-Rahman - JOR Bashir Bani Yaseen - JOR Hassan Abdel Fattah - JOR Odai Al-Saify | 1 gol (continuação) - JPN Hajime Hosogai - JPN Keisuke Honda - JPN Makoto Hasebe - JPN Masahiko Inoha - JPN Maya Yoshida - JPN Tadanari Lee - KOR Hwang Jae-Won - KOR Ki Sung-Yueng - KOR Son Heung-Min - KOR Yoon Bit-Garam - KSA Taisir Al-Jassim - KUW Bader Al-Mutwa - QAT Bilal Mohammed - QAT Mohammed El Sayed - QAT Sebastián Soria - SYR Firas Al-Khatib - SYR Mohamed Al Zeno - UZB Maksim Shatskikh 1 gol-contra (1) - SYR Ali Diab (para a Jordânia) 2 gols-contra (1) - UAE Walid Abbas (para o Iraque e Irã) |